# كارلوس غابرييل سالازار
كارلوس غابرييل سالازار (بالإسبانية: Carlos Gabriel Salazar)‏ مواليد 5 مايو 1964 في بريسدنس روكي ساينز بينيا، محافظة تشاكو، الأرجنتين، هو ملاكم أرجنتيني سابق صنّف ضمن فئة وزن الذبابة. حقق بطولة الاتحاد الدولي للملاكمة وبطولة منظمة الملاكمة العالمية. سبق أن شارك في دورة الألعاب الأولمبية الصيفية سنة 1984.

## إحصائيات
خاض خلال مسيرته 58 نزالا، فاز في 47 وتعادل في 3 وخسر في 8. فاز بالضربة القاضية في 19 نزالا.

## روابط خارجية
- كارلوس غابرييل سالازار على موقع بوكس ريك (الإنجليزية) (registration required)
- كارلوس غابرييل سالازار على موقع أوليمبيديا (الإنجليزية)